# Köfering (Gemeinde Aggsbach)
Köfering ist eine Ortschaft und Katastralgemeinde in der Marktgemeinde Aggsbach in Niederösterreich.

## Geographie

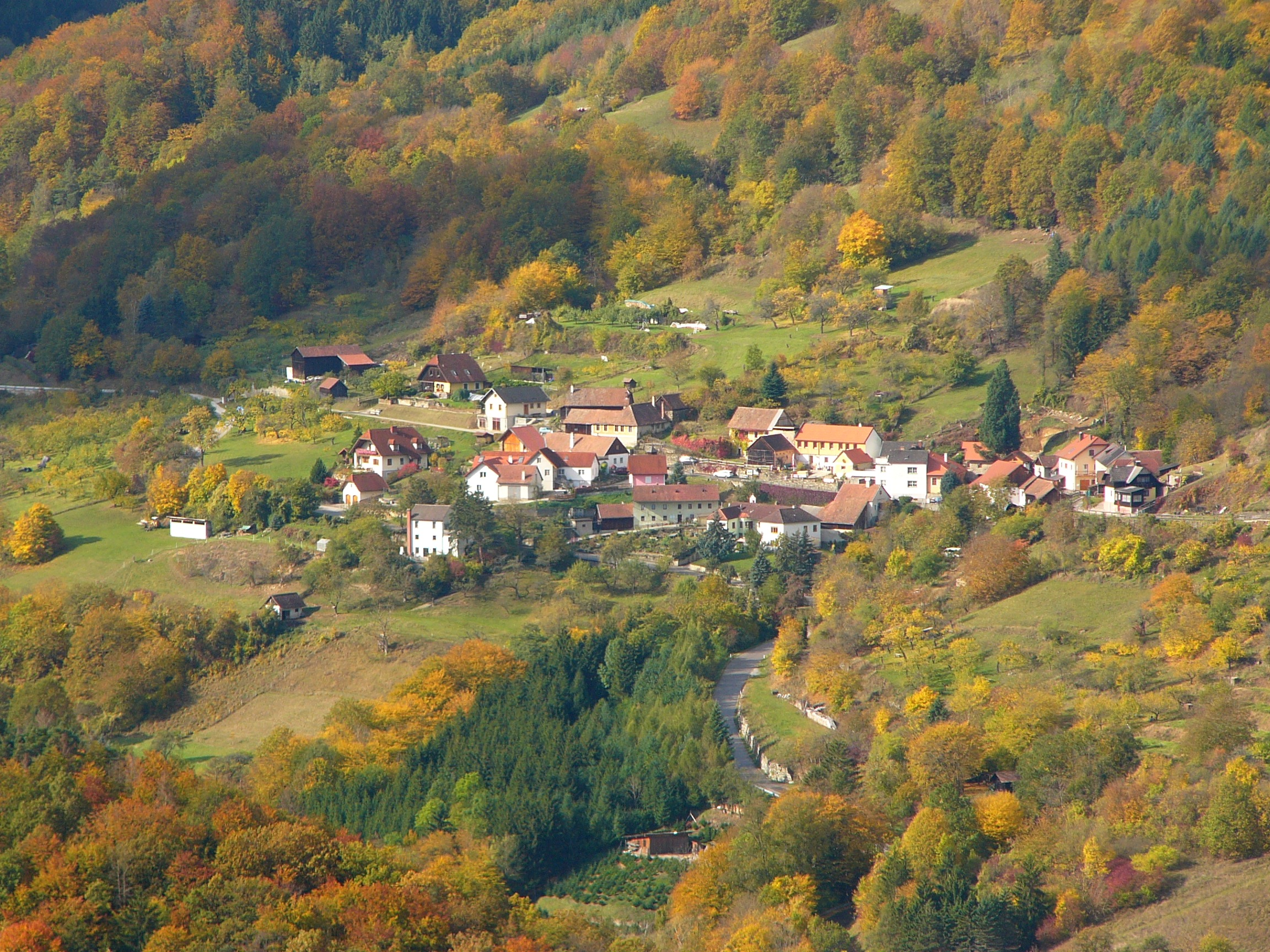
Köfering von der Ruine Aggstein aus gesehen

Die Rotte Köfering liegt in einem vom Groisbach durchflossenen Seitental der Donau am linken Ufer oberhalb von Groisbach und ist über die Landesstraße L7140 erreichbar. Weiter westlich befindet sich die Rosenmühle. Im Franziszeischen Kataster von 1823 ist die Rotte mit mehreren kleinen Höfen und als Teil der Katastralgemeinde Groisbach verzeichnet.

## Geschichte
Laut Adressbuch von Österreich waren im Jahr 1938 in Köfering ein Landesproduktehändler und zwei Viktualienhändler ansässig.

## Kultur und Sehenswürdigkeiten
- ein im Kern aus dem 16. Jahrhundert stammender, ehemals herrschaftlicher Wirtschaftshof